# NGC 674
NGC 674 (другие обозначения — NGC 697, UGC 1317, MCG 4-5-22, ZWG 482.27, IRAS01485+2206, PGC 6848) — галактика в созвездии Овен.
Этот объект занесён в новый общий каталог несколько раз, с обозначениями NGC 674, NGC 697.
Этот объект входит в число перечисленных в оригинальной редакции «Нового общего каталога».
Галактика NGC 674 входит в состав группы галактик NGC 691. Помимо NGC 674 в группу также входят ещё 10 галактик.